# 앨릭 포츠
앨릭 포츠(영어: Alec Potts, 1996년 2월 9일~)는 오스트레일리아의 양궁 선수이다. 2016년 하계 올림픽에서 남자 단체전 동메달을 획득했다.